# 北谷ゆり
北谷 ゆり（きたたに ゆり、1987年8月15日 - ）は、日本のグラビアアイドルである。大阪府出身。アライブエンタテインメントに所属していた。

## 出演

### テレビ番組
- プライスバラエティ ナンボDEなんぼ（2009年、関西テレビ）
- せやねん!（2009年、毎日放送）
- ビーバップ!ハイヒール（2009年、ABCテレビ）
- コヤブ未来プロジェクト（2009年、ABCテレビ）
- 八方・今田のよしもと楽屋ニュース2009（2009年、ABCテレビ）
- 女の子宣言! アゲぽよTV（毎日放送）
- 大開運ダービー2014（2014年1月1日、毎日放送）

### DVD
- LILY WHITE（2009年10月2日、竹書房）
- 秘蜜（2010年3月26日、彩文館出版）
- LOVE LESSON（2010年7月23日、イーネット・フロンティア）
- やわ肌デート（2011年2月25日、スパイスビジュアル）
- メロメロ〜ン（2011年7月25日、エアーコントロール）
- 愛と罪〜禁断の波しぶき〜（2013年6月28日、スパイスビジュアル）
- 色情遊戯（2013年11月29日、KUDETA）
- 色情遊戯2（2014年3月28日、KUDETA）
- Lily-Mania（2014年8月29日、KUDETA）
- 静かなる激情（2015年1月30日、KUDETA）
- Secret Lover（2016年12月23日、シャイニングスターエンターテイメント）
- True Romance（2017年3月24日、キングダム）
- El Dorado（2017年5月26日、キングダム）
- Secret Lover2（2017年8月31日、シャイニングスターエンターテイメント）
- リミックス〜ファイナル編〜（2018年5月11日、キングダム）

### 映画
- 縁切り村〜デッド・エンド・サバイバル〜（2011年10月15日公開、スカイアンドロード） - 遠峯沙弥 役